# Alexander Garden

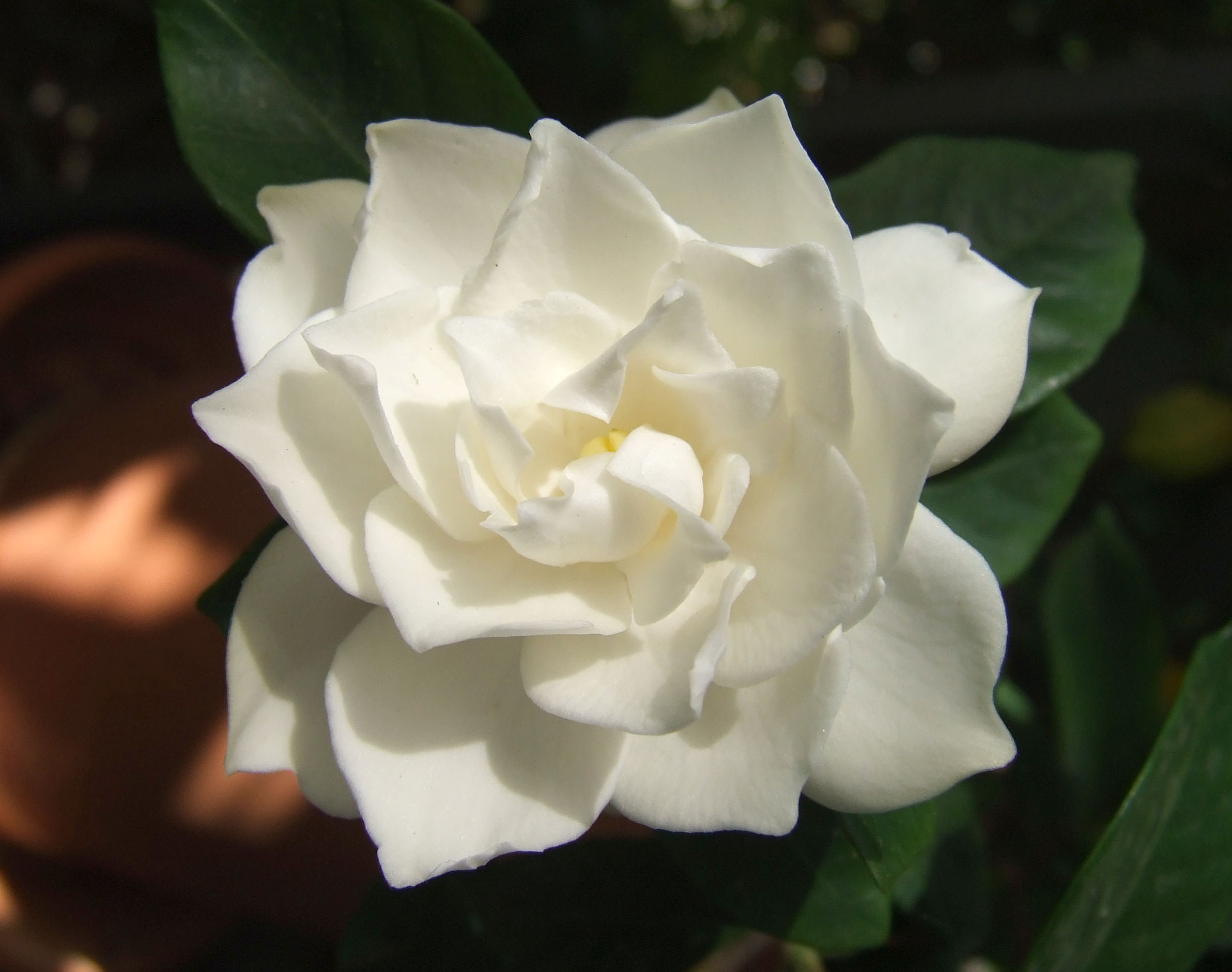
Un fiore di Gardenia (eponimo di Alexander Garden)

Alexander Garden (Aberdeenshire, gennaio 1730 – Londra, 15 aprile 1791) è stato un botanico e medico scozzese.

## Biografia
Figlio di un Pastore della Chiesa Scozzese, Garden studiò medicina al Marishal College di Aberdeen, quindi all'Università di Edimburgo, dove si appassionò alla botanica grazie agli insegnamenti di Charles Alston. Si laureò nel 1753 e, nello stesso anno, partì per il Nuovo Mondo. Giunto nella Carolina del Sud prese dimora a Charlestown, dove rimase dal 1755 al 1783 esercitando la professione medica. Studiò la Storia Naturale della Carolina, in particolare la botanica, frequentando botanici come John Bartram (1699 - 1777) e Cadwallader Colden (1688 - 1776). Intrattenne molte corrispondenze con personalità di diverse nazioni, fra le quali anche Linneo, cui inviò numerosi esemplari vegetali e animali da lui raccolti e che andava collezionando.
Nel 1755 partecipò ad una spedizione in territorio Cherokee e descrisse le proprietà elminticide della Spigelia marilandica. Ma, se da un lato la sua collezione di esemplari botanici e zoologici è rimasta famosa, dall'altro Garden pubblicò pochissimi articoli e rare notizie su ciò che andava scoprendo e che, come la Siren lacertina, sono state nominate solo in seguito da altri. Allo scoppio della Guerra d'indipendenza americana si schierò con i lealisti. Per questo, terminato il conflitto, dovette lasciare l'America e far ritorno in Gran Bretagna. Fu eletto membro della Royal Society nel 1773. La Gardenia si chiama così in suo onore.